# Дакота-Плейнс 6A
Дакота-Плейнс 6A (англ. Dakota Plains 6A) — індіанська резервація в Канаді, у провінції Манітоба, у межах сільського муніципалітету Портедж-ла-Прері.

## Населення
За даними перепису 2016 року, індіанська резервація нараховувала 76 осіб, показавши скорочення на 31,5%, порівняно з 2011-м роком. Середня густина населення становила 13,9 осіб/км².
З офіційних мов обидвома одночасно не володів жоден з жителів, тільки англійською — 75. Усього 5 осіб вважали рідною мовою не одну з офіційних, з них усі — одну з корінних мов.
Працездатне населення становило 36,4% усього населення, рівень безробіття — 50%.

## Клімат
Середня річна температура становить 2,6°C, середня максимальна – 23,7°C, а середня мінімальна – -23,8°C. Середня річна кількість опадів – 527 мм.
| Клімат поселення                              | Клімат поселення | Клімат поселення | Клімат поселення | Клімат поселення | Клімат поселення | Клімат поселення | Клімат поселення | Клімат поселення | Клімат поселення | Клімат поселення | Клімат поселення | Клімат поселення | Клімат поселення |
| Показник                                      | Січ.             | Лют.             | Бер.             | Квіт.            | Трав.            | Черв.            | Лип.             | Серп.            | Вер.             | Жовт.            | Лист.            | Груд.            |                  |
| Середній максимум, °C                         | −11,43           | −7,74            | −0,74            | 9,28             | 17,47            | 22,96            | 23,74            | 23,16            | 17,32            | 10,40            | 0,20             | −9,22            |                  |
| Середня температура, °C                       | −17,6            | −13,92           | −6,93            | 3,10             | 11,29            | 16,78            | 19,28            | 18,69            | 12,83            | 5,94             | −4,2             | −13,7            |                  |
| Середній мінімум, °C                          | −23,79           | −20,09           | −13,1            | −3,06            | 5,11             | 10,60            | 14,81            | 14,20            | 8,38             | 1,46             | −8,7             | −18,2            |                  |
| Норма опадів, мм                              | 21               | 16               | 25               | 28               | 58               | 86               | 78               | 63               | 52               | 44               | 29               | 27               |                  |
| Середньомісячна швидкість вітру, м/с          | 4.30             | 4.20             | 4.30             | 4.51             | 4.60             | 4.02             | 3.50             | 3.70             | 4.14             | 4.50             | 4.40             | 4.30             |                  |
| Середньомісячна сонячна радіація, кДж/м²·день | 4225             | 7596             | 12669            | 17191            | 19963            | 21209            | 21823            | 18551            | 12831            | 7695             | 4288             | 3221             |                  |
| --------------------------------------------- | ---------------- | ---------------- | ---------------- | ---------------- | ---------------- | ---------------- | ---------------- | ---------------- | ---------------- | ---------------- | ---------------- | ---------------- | ---------------- |
| Джерело:                                      |                  |                  |                  |                  |                  |                  |                  |                  |                  |                  |                  |                  |                  |